# 위험한 아이들
《위험한 아이들》(영어: Dangerous Minds)은 미국에서 제작된 존 N. 스미스 감독의 1995년 드라마 영화이다. 루앤 존슨의 자서전 〈My Posse Don't Do Homework〉에 기반을 두었다. 미셸 파이퍼 등이 출연하였고, 돈 심프슨 등이 제작에 참여하였다.

## 출연진
- 미셸 파이퍼
- 조지 전자
- 코트니 B. 밴스
- 로빈 바틀릿
- 레놀리 산티아고
- 웨이드 도밍게즈
- 브루클린 해리스
- 로레인 투산트
- 아이번 세어게이
- 커밀 윈부시

## 기타 제작진
- 배역: 보니 티머먼
- 미술: 도널드 그레이엄 버트
- 의상: 보비 리드

## 우리말 녹음
MBC 성우진 (1998년 5월 9일)
- 강희선 - 루앤 (미셸 파이퍼)
- 안지환 - 에밀리오 (웨이드 도밍게즈)
- 최원형 - 라울 (레놀리 산티아고)
- 박태호
- 이종혁
- 안장혁
- 조예신
- 박조호
- 유은숙
- 김영선
- 엄태국
- 엄현정
- 윤성혜
- 박선영
- 최수진